# Sbordonia
Genre
Sbordonia est un genre d'opilions laniatores de la famille des Stygnopsidae.

## Distribution
Les espèces de ce genre sont endémiques du Chiapas au Mexique.

## Liste des espèces
Selon World Catalogue of Opiliones (06/10/2021) :
- Sbordonia armigera Šilhavý, 1977
- Sbordonia parvula (Goodnight & Goodnight, 1953)

## Étymologie
Ce genre est nommé en l'honneur de Valerio Sbordoni.

## Genres de la sous-famille des Stygnopsinae
Selon World Catalogue of Opiliones (06/10/2021) :
- Chinquipellobunus Goodnight & Goodnight, 1944
- Hoplobunus Banks, 1900
- Isaeus Sørensen, 1932
- Iztlina Cruz-López & Francke, 2017
- Mexotroglinus Šilhavý, 1977
- Minisge Cruz-López, Monjaraz-Ruedas & Francke, 2019
- Panzosus Roewer, 1949
- Paramitraceras Pickard-Cambridge, 1905
- Philora Goodnight & Goodnight, 1954
- Sbordonia Šilhavý, 1977
- Serrobunus Goodnight & Goodnight, 1942
- Stygnopsis Sørensen, 1902
- Tonalteca Cruz-López & Francke, 2017
- Troglostygnopsis Šilhavý, 1974

## Publication originale
- Šilhavý, 1977 : « Further cavernicolous opilionids from Mexico. Subterr. fauna of Mexico, 3. » Quaderni dell'Accademia Nazionale dei Lincei, vol. 171, p. 219–233.